# 7859 Lhasa
7859 Lhasa este un asteroid din centura principală de asteroizi.

## Descriere
7859 Lhasa este un asteroid din centura principală de asteroizi. A fost descoperit pe 19 octombrie 1979 la Observatorul Kleť de Antonín Mrkos. Asteroidul prezintă o orbită caracterizată de o semiaxă mare de 2,76 ua, o excentricitate de 0,14 și o înclinație de 3,7° în raport cu ecliptica.